# Caribou (Maine)
Caribou è una città di 8.312 abitanti degli Stati Uniti d'America, situata nella Contea di Aroostook nello Stato del Maine.